# But
Cet article concerne la notion de but en sport. Pour les autres significations, voir But (homonymie).

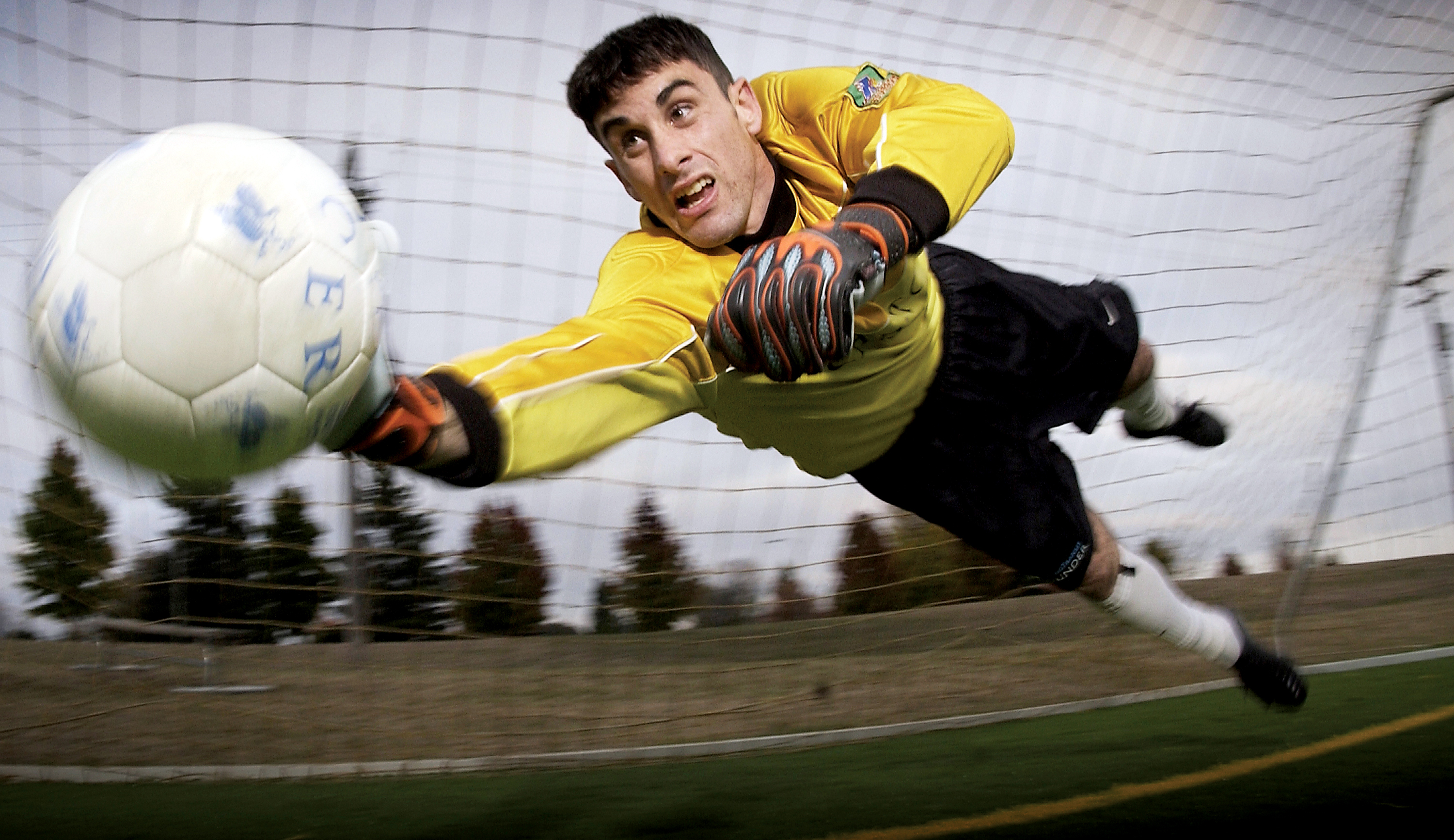
Gardien de but au football

Dans plusieurs sports collectifs comme le football (soccer), le hockey et le handball, un but est la cible adverse que vise chaque équipe. C'est souvent un espace plan vertical et délimité que le ballon ou le palet doit traverser pour qu'un point soit marqué par une des équipes. En rugby, il est au moins double, cible au sol (comme au volley-ball) : l'en-but ; et vertical lors d'un drop (cf. infra) ou d'une transformation. En basket-ball, la cible, étroite, est horizontale, mais aidée par un plan de rebond possible, le panneau. But est aussi le nom donné à l'action elle-même, comprenant ainsi le sens de fin ou finalité de l'action. Originairement, l'atteinte de la cible constituait la fin du jeu (à la soule par exemple), mais, dans la reconstitution de la bataille, pour les jeux sportifs collectifs que nous connaissons aujourd'hui, l'introduction d'un système de comptage a rendu la signification du mot « but » à un raccourci de l'expression atteinte de la cible lors d'une action. 
Les dimensions de cette cible varient selon les sports. Des filets sont généralement tendus derrière les poteaux matérialisant les bords du but, pour retenir le ballon, ou dessous (au basket-ball), pas entre les poteaux de rugby.
En baseball, le terme de « but » est parfois utilisé en français, en particulier au Canada francophone, pour traduire le terme anglais de « base ». En plus du marbre, il existe trois buts : le premier but, le deuxième but et le troisième but. Ces buts sont disposés en forme de losange.
Au rugby à XV, le but à la forme d'un H et les tirs de ballon pour être validés doivent passer au-dessus de la barre transversale et entre les deux perches (ou poteaux), peu importe à quelle hauteur, éventuellement bien au-dessus de ceux-ci. Le ballon aura été envoyé par un coup de pied « placé » dans certaines circonstances, en particulier comme une pénalité infligée à l'adversaire ou une transformation d'essai ou par un coup de pied « tombé » (drop en anglais) au cours du jeu. La valeur du but est variable, 2 points lors des transformations, 3 points dans le cas d'une pénalité jouée au pied ou d'un coup de pied « tombé » (drop). La zone derrière le but s'appelle quant à elle l'en-but ou zone d'en-but. Un essai peut également être marqué en aplatissant à la main le ballon dans la zone d'en-but matérialisée à l'avant par la ligne d'en-but et les poteaux du but en son centre et à l'arrière par la ligne de ballon-mort. Les lignes de touche matérialisent les côtés de cette zone.
Au football gaélique et au hurling, deux sports irlandais de balle régis par la même fédération GAA et utilisant les mêmes terrains pour des raisons de facilité, les buts ont une forme de H dont la partie inférieure est fermée par un filet.
Au hockey subaquatique, le but est une cornière creusée d'une rigole posée au fond à chaque extrémité de la piscine. Les buts en acier traité ou inoxydable ont une longueur d'environ 3 mètres. Le volume du but est délimité par une cuvette de 300 cm × 12 cm et une hauteur de 18 cm sur la paroi arrière du but. Une petite rampe sur l'avant et les côtés de la rigole permettent au palet d'y glisser. Pour qu'un but soit valable, le palet propulsé par un joueur doit passer ou terminer sa course dans ce volume. Ainsi un tir décollé du sol faisant à l'impact résonner la bavette à l'arrière de la rigole, mais laissant ressortir le palet sera compté comme valable.
Enfin, dans certains jeux de boules comme la pétanque, le but désigne la petite boule de bois, appelée aussi cochonnet ou bouchon, vers lequel les « pointeurs » dirigent leur boules.

## Dimensions dans différents sports
| Sport                        | largeur | hauteur                                          | montants                       |
| ---------------------------- | ------- | ------------------------------------------------ | ------------------------------ |
| Football                     | 7,32    | 2,44                                             | ronds ou carrés, maximum 12 cm |
| Football gaélique et Hurling | 6,40    | 2,44 barre transversale et 6,40 perches          |                                |
| Handball                     | 3,00    | 2,00                                             | section carrée de 8 cm         |
| Hockey sur glace             | 1,83    | 1,20                                             |                                |
| Hockey sur gazon             | 3,66    | 2,14                                             |                                |
| Polo                         | 7,50    | pas de hauteur limite, pas de barre transversale |                                |
| Rugby à XV                   | 5,60    | 3,00 barre transversale et 8,00 perches          |                                |
| Water polo                   | 3,00    | 0,90                                             |                                |

## Galerie

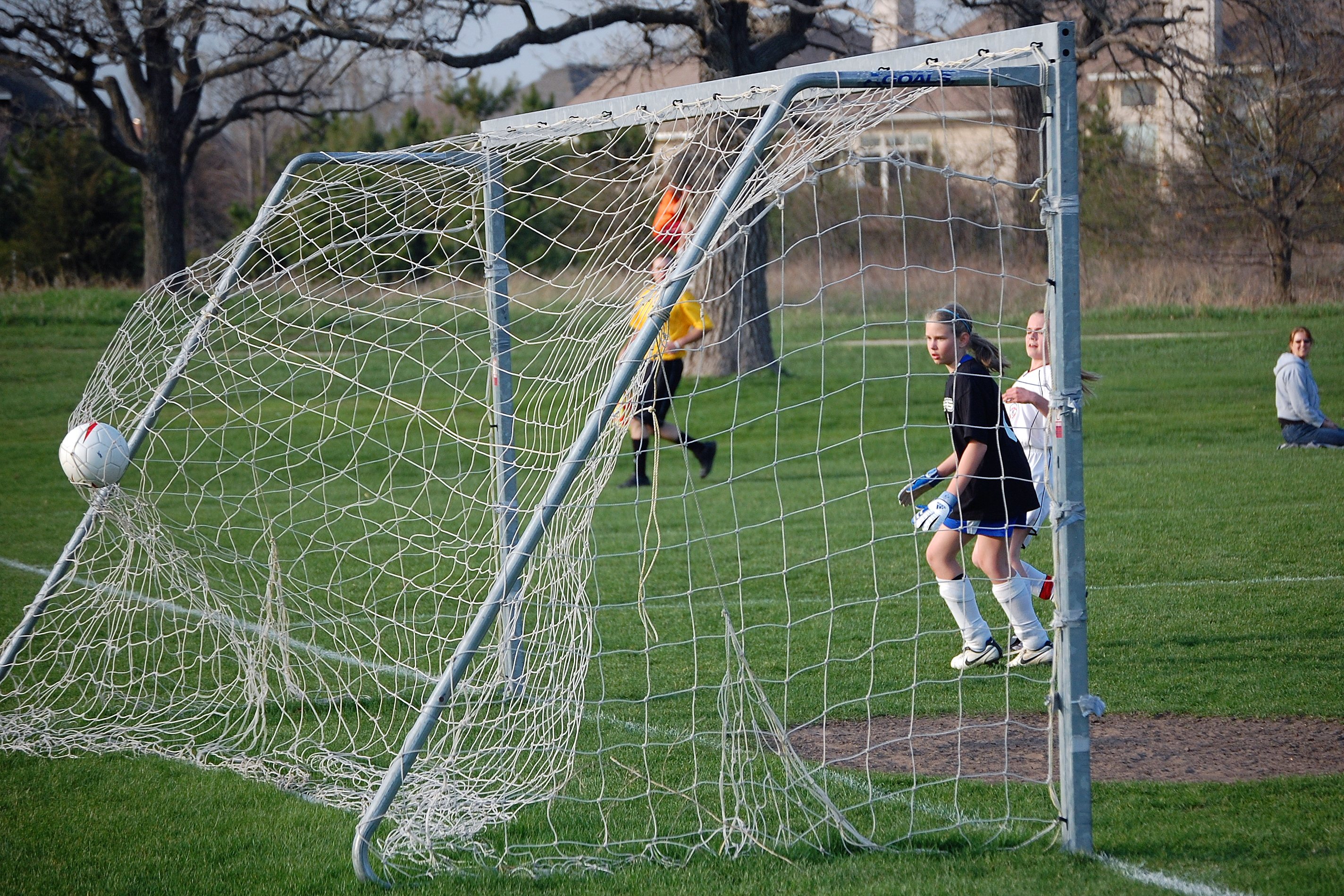
But de football
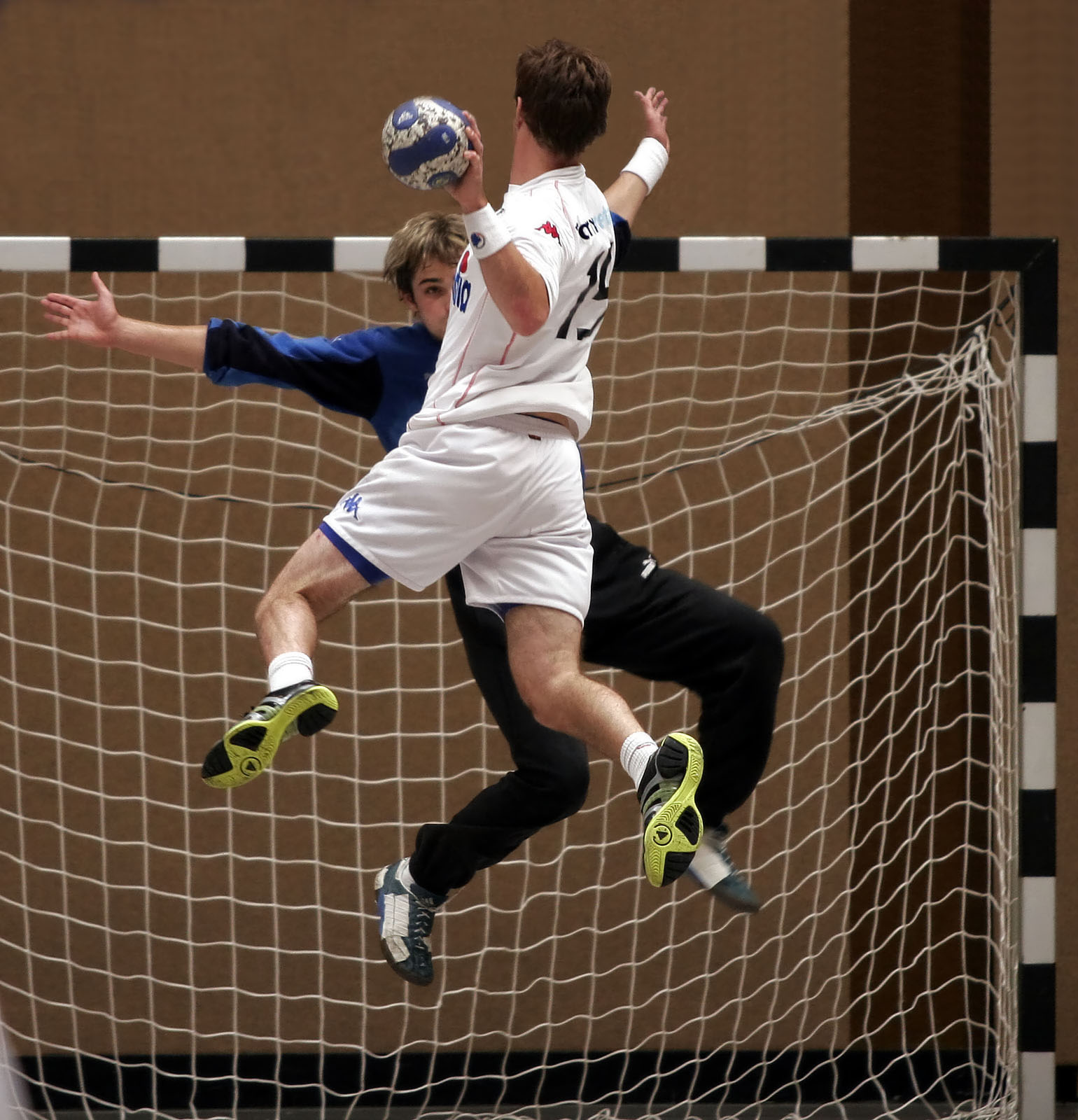
But de handball
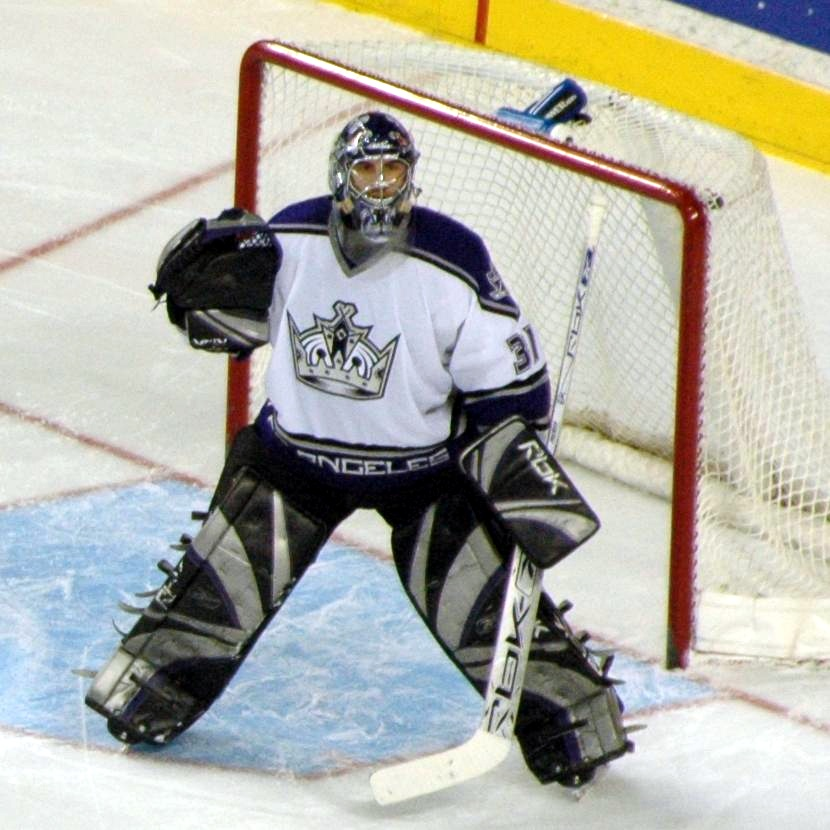
But en hockey sur glace
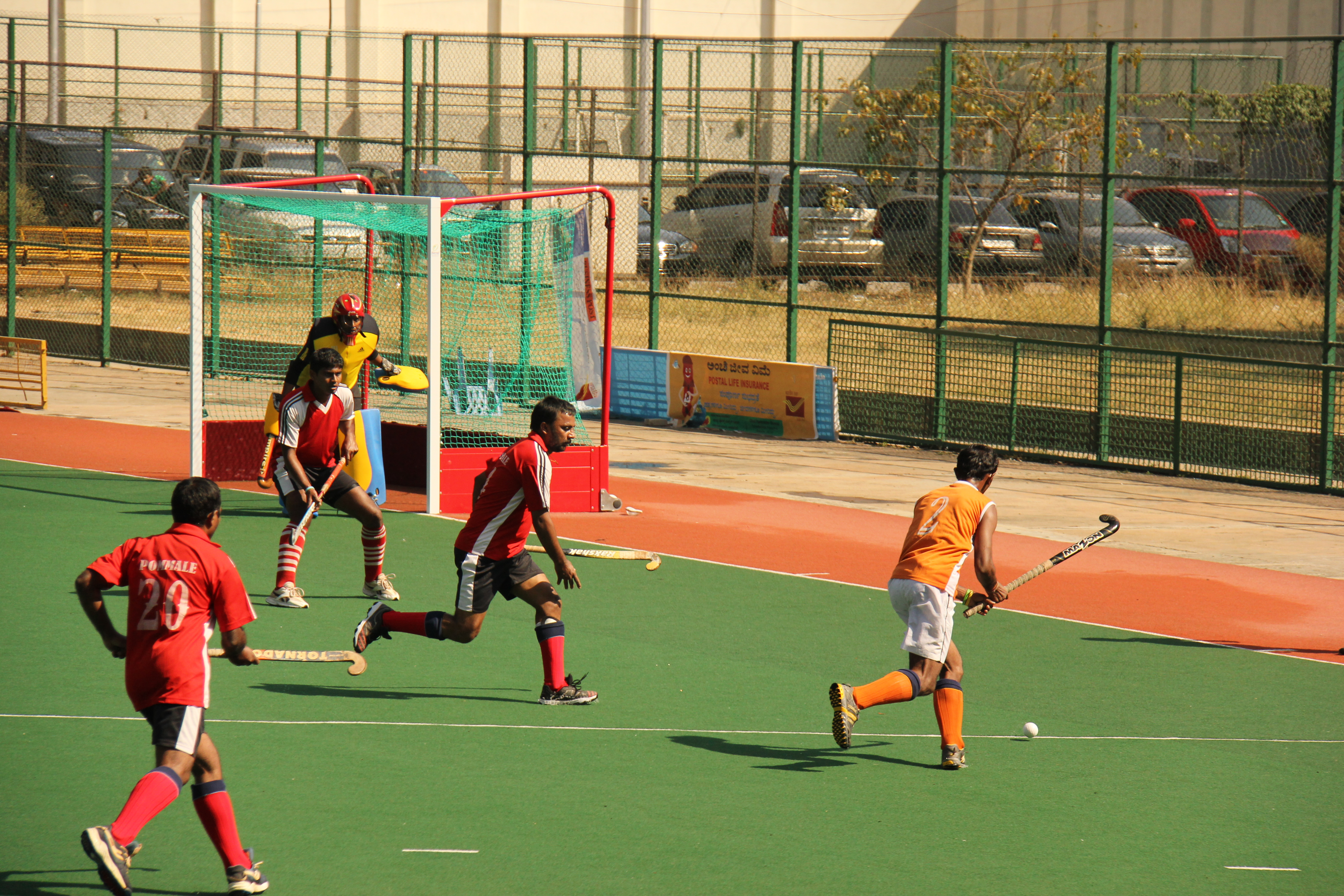
But en hockey sur gazon
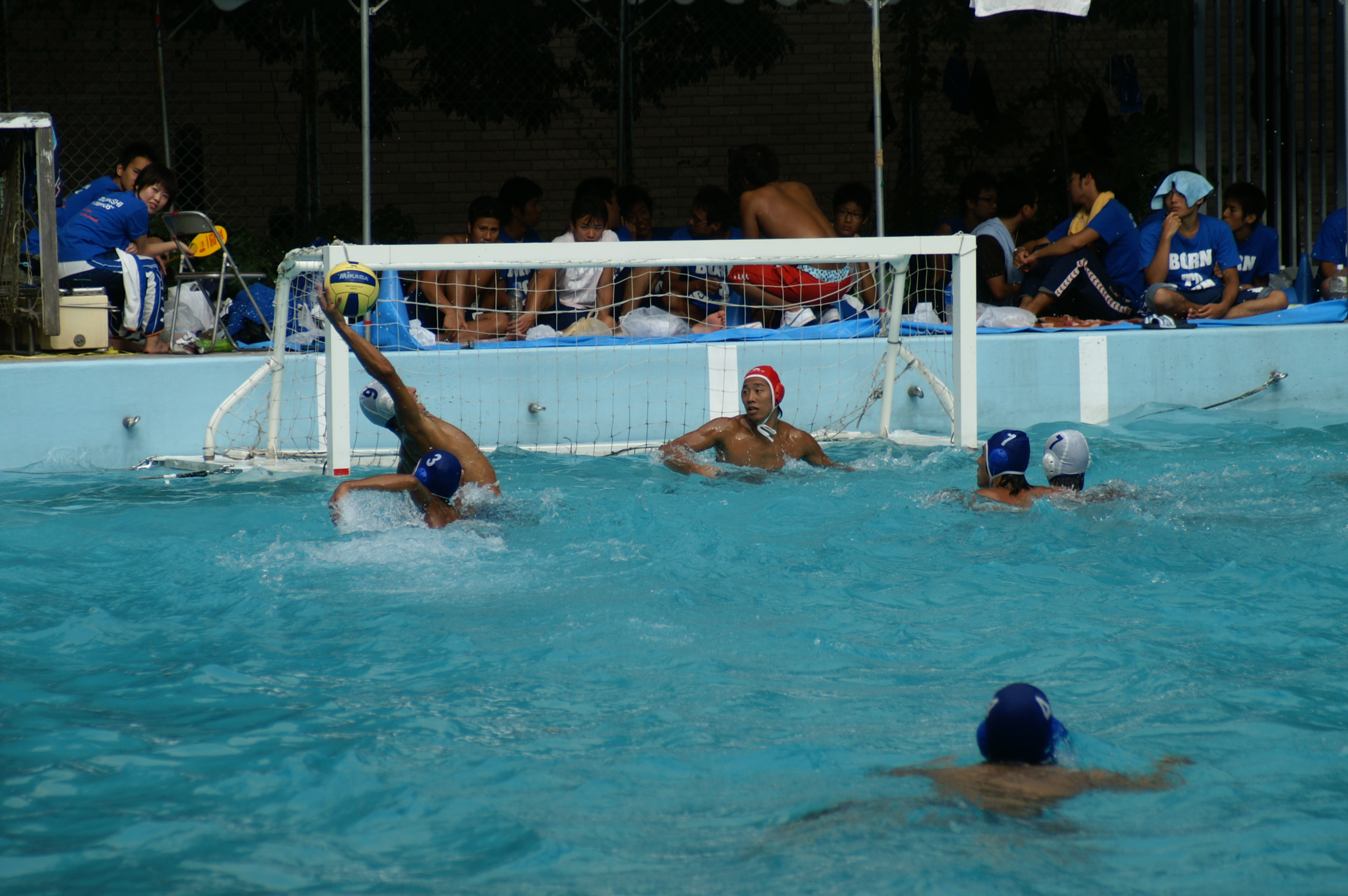
But au water-polo

## Football
Lors des entrainements de football il existe une coutume dite "du but vainqueur": à la fin d'un petit match, l'entraîneur annonce "but vainqueur" et le vainqueur de la partie est alors l'équipe qui marque le dernier but, quel que soit le score. Cette règle est pratiquée de façon très courante sur des petits matchs en 7 contre 7 ou parfois en 11 contre 11.

### Meilleurs buteurs sur une saison de football
1. Lionel Messi :  91 buts en 57 matchs, 2011-12 (FC Barcelona) (1,26 buts par match)
2. Archibald Stark : 70 buts en 46 matchs, 1924-25 (Bethlehem Steel) (1,52 buts par match)
3. Gerhard Muller : 67 buts en 49 matchs, 1972-73 (Bayern Munich) (1,37 buts par match)
4. Ferenc Deák : 66 buts en 34 matchs, 1945-46 (Szentlőrinci) (1,94 buts par match)
5. Pelé : 66 buts en 46 matchs, 1958 (Santos FC) (1,43 buts par match)
6. Romário : 66 buts en 72 matchs, 2000 (CR Vasco da Gama) (0,92 but par match)
7. Gyula Zsengeller : 65 buts en 32 matchs, 1938-39 (Ujpest FC) (2,03 buts par match)
8. Zico : 65 buts en 51 matchs, 1979 (Flamengo) (1,27 buts par match)
9. Pelé : 64 buts en 48 matchs, 1965 (Santos FC) (1,33 buts par match)
10. Dixie Dean : 63 buts en 41 matchs, 1927-28 (Everton FC) (1,54 buts par match)
11. Pelé : 62 buts en 38 matchs, 1961 (Santos FC) (1,63 buts par match)
12. Jimmy McGrory : 62 buts en 46 matchs, 1927-28 (Celtic FC) (1,35 buts par match)
13. Héctor Scotta : 60 buts en 1975 (San Lorenzo) (?,?? buts par match)
14. Fred Roberts : 59 buts en 1930-31 (Glentoran FC) (?,?? buts par match)
15. Jose Cardozo : 59 buts en 2002-03 (Toluca) (?,?? buts par match)

Gyula Zsengeller a incontestablement la meilleure moyenne, ayant inscrit plus de deux buts par match.